# 士美非路市政大廈

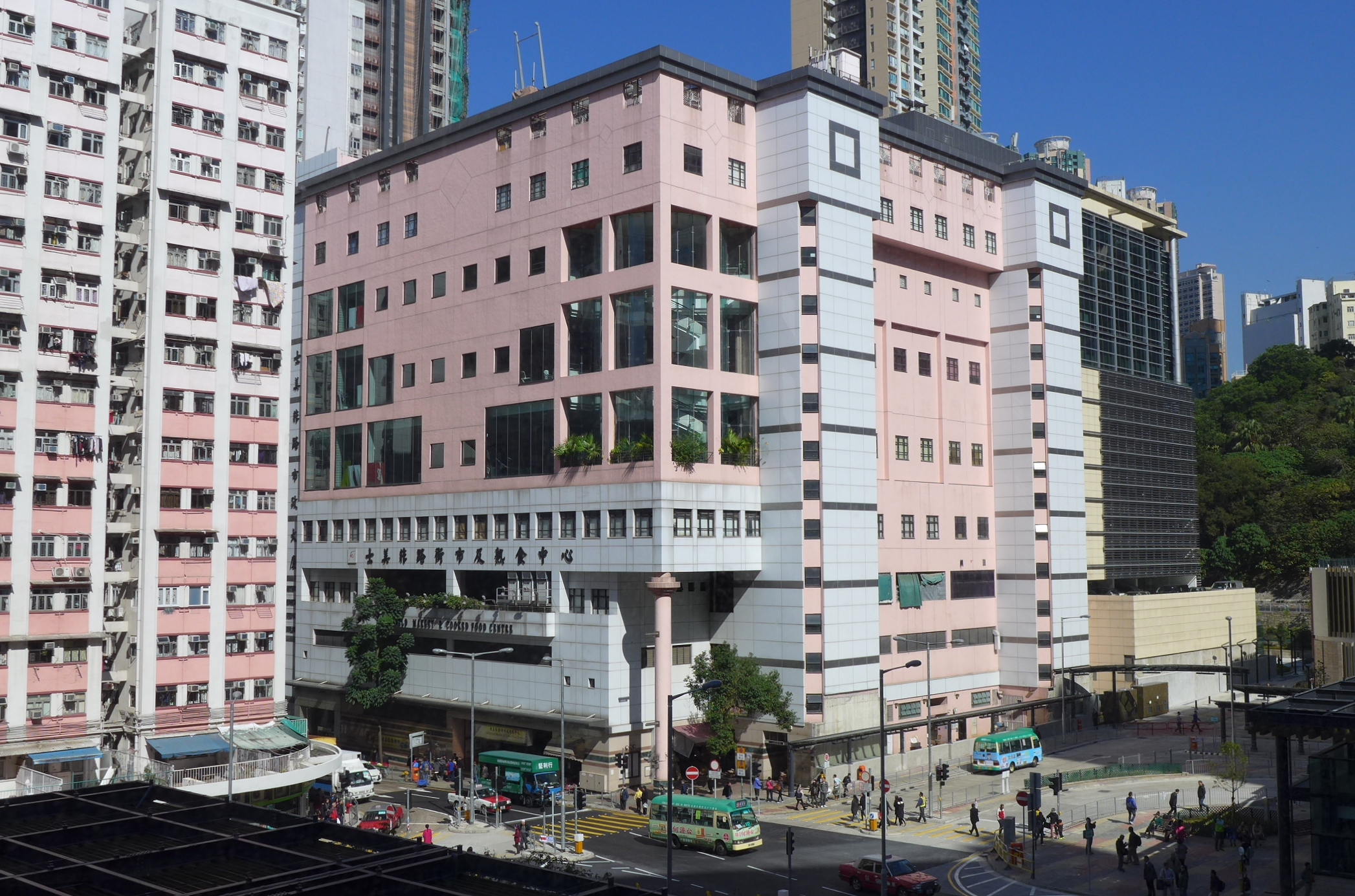
士美非路市政大廈（西南面）

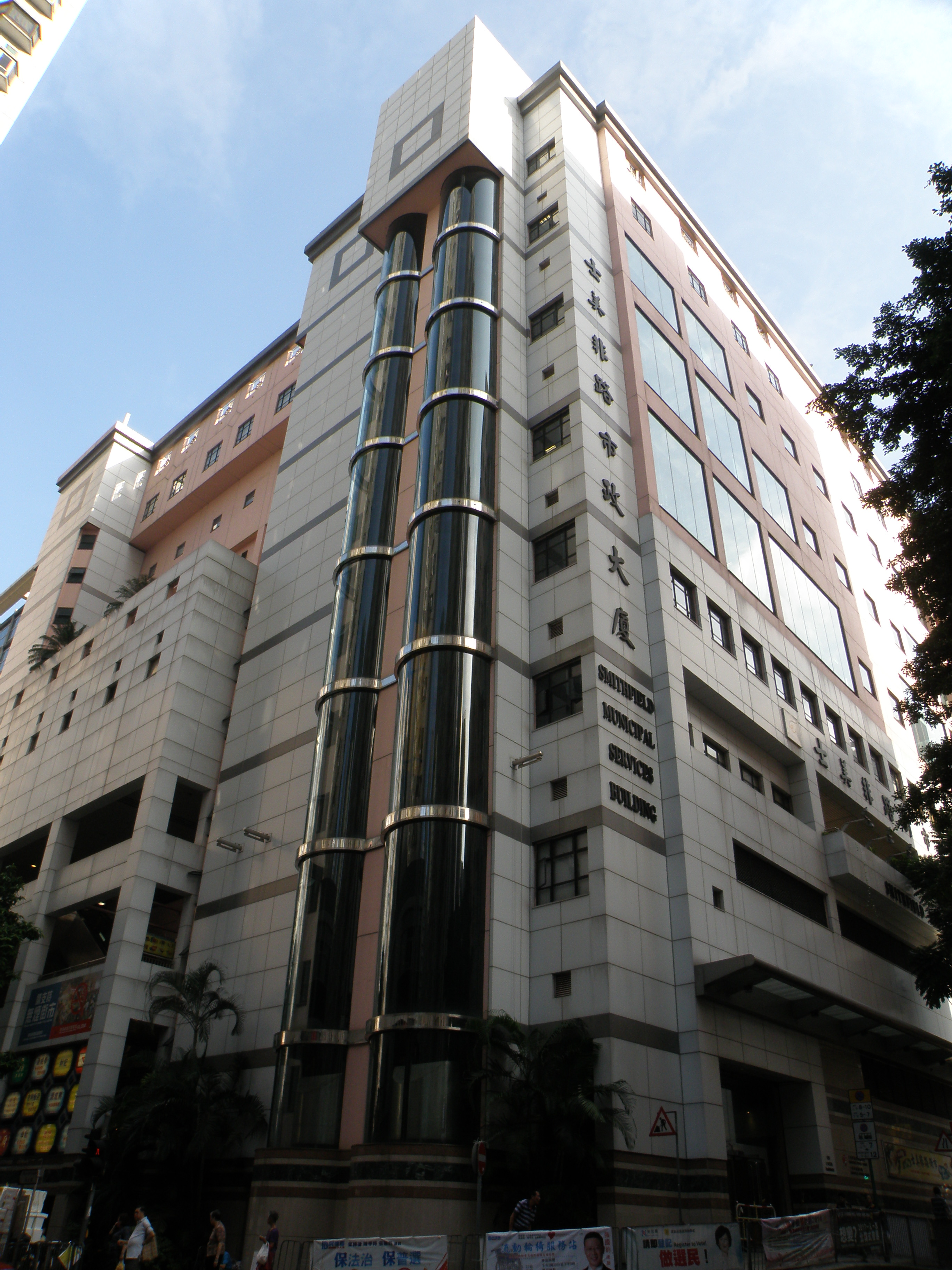
士美非路市政大廈（西北面）

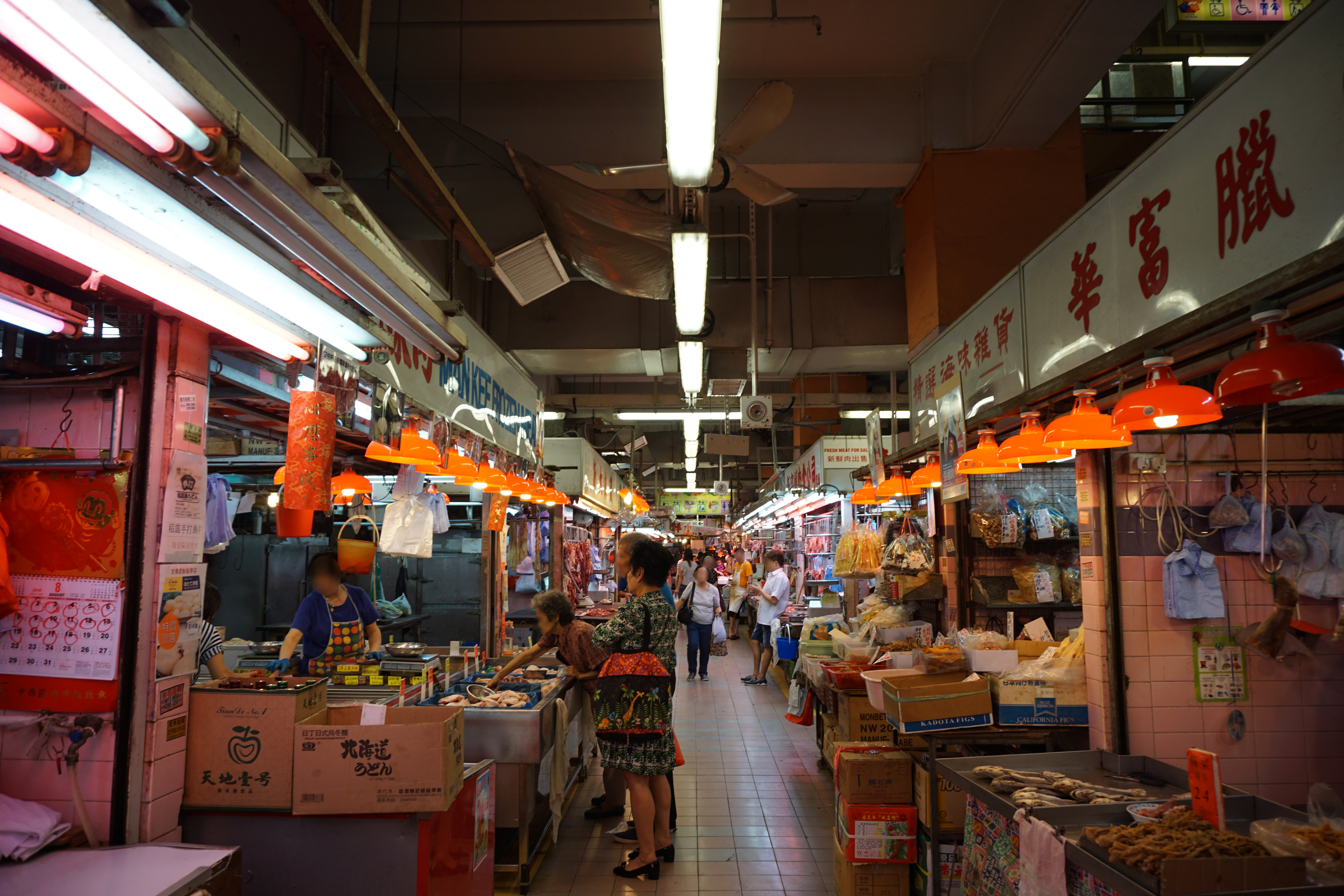
士美非路街市

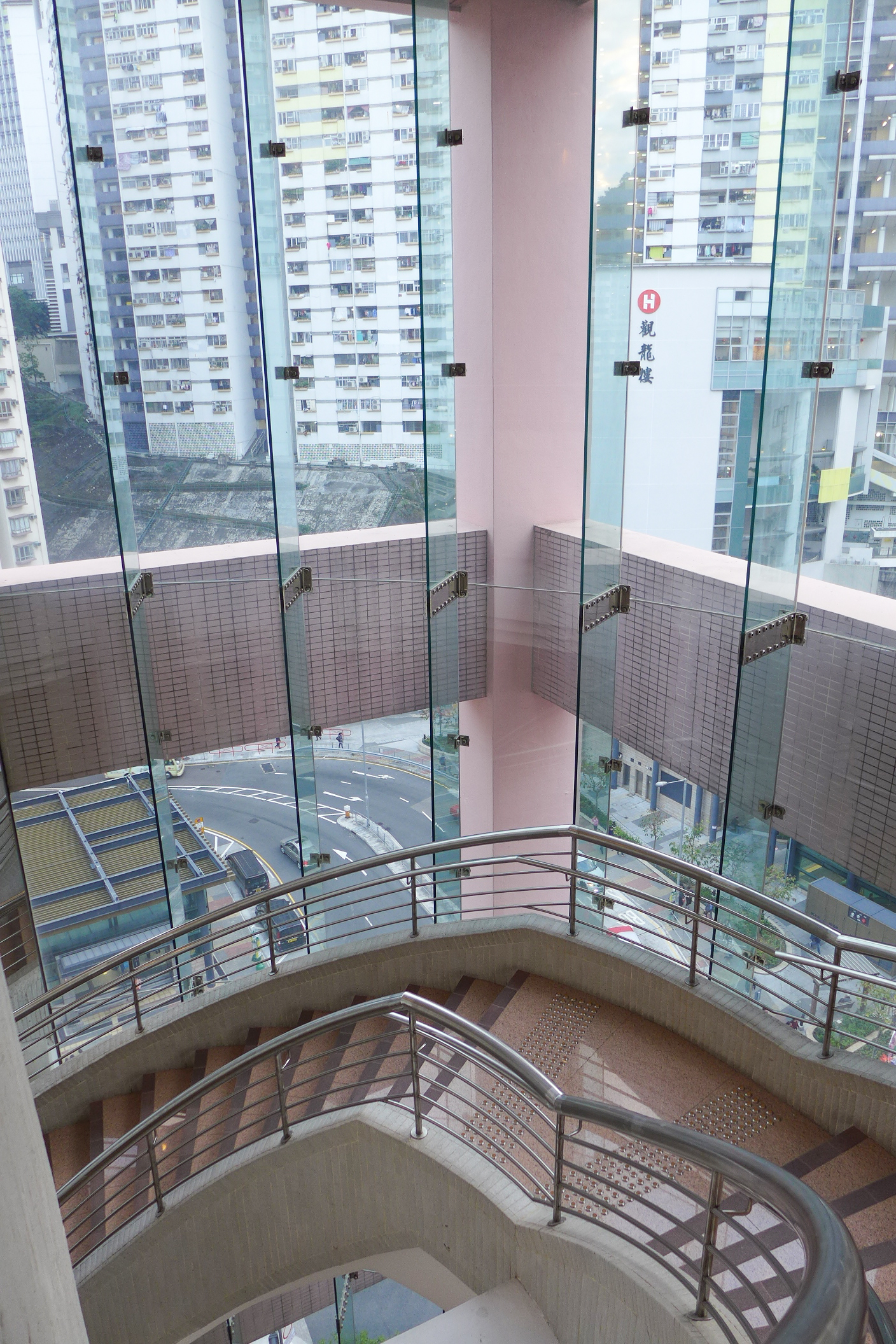
士美非路體育館樓梯中庭

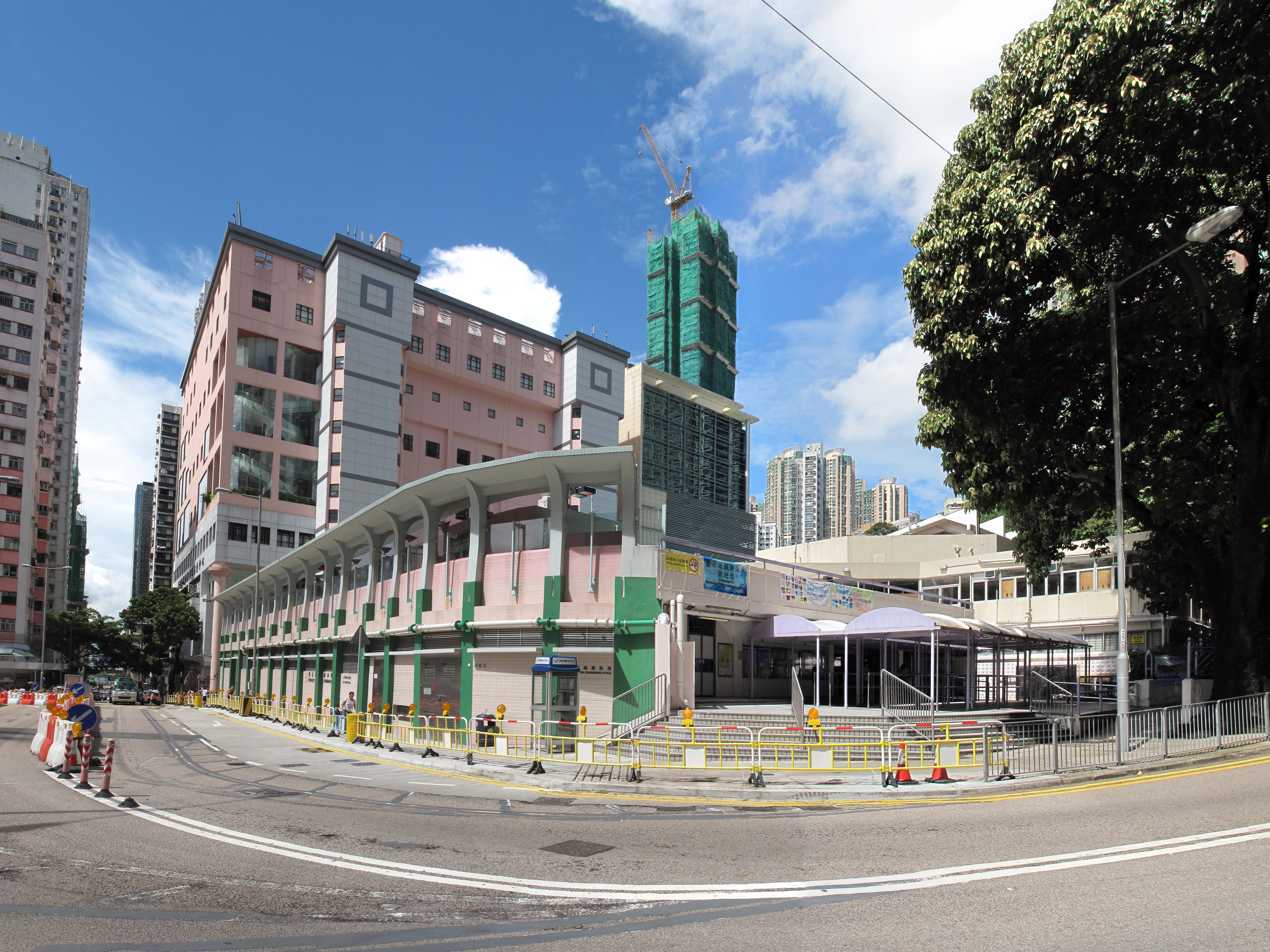
士美非路市政大廈和舊堅尼地城游泳池

士美非路市政大廈（英語：Smithfield Municipal Services Building）是香港多用途的市政大樓，位於堅尼地城士美菲路12K號。大樓樓高7層，曾經於2005年進行外牆翻新工程。
大廈於1996年12月6日落成，當時的名稱為市政局士美非路市政大廈（英語：UC Smithfield Complex）。市政局解散後，大樓名稱改為士美非路市政大廈（Smithfield Complex）。其後英文名稱再改為，中文名稱不變。
該市政大廈旁為堅尼地城社區綜合大樓。

## 設施

### 各層用途
- 地下至2樓：士美非路街市及熟食中心
- 3樓：士美非路公共圖書館
- 4樓至7樓：士美非路體育館、室內運動場、臨時自修室及活動室

### 士美非路街市及熟食中心
士美非路街市位於士美非路市政大廈內，於1996年6月啟用。
街市和熟食中心總層數為3層，均設有升降機及扶手電梯，地下主要售賣魚類、鮮肉、凍肉、家禽、報紙等，一樓售賣濕貨、乾貨、蔬果等，2樓則是熟食中心，只在此層設有空氣調節系統。
街市的檔位總共有218個，檔位面積介乎3.5平方米至37.5平方米。
熟食中心總共有12個檔位，顧客可以在中心的公用座位享用膳食。街市的開放時間是06:00-20:00，而熟食中心的開放時間是06:00-02:00。

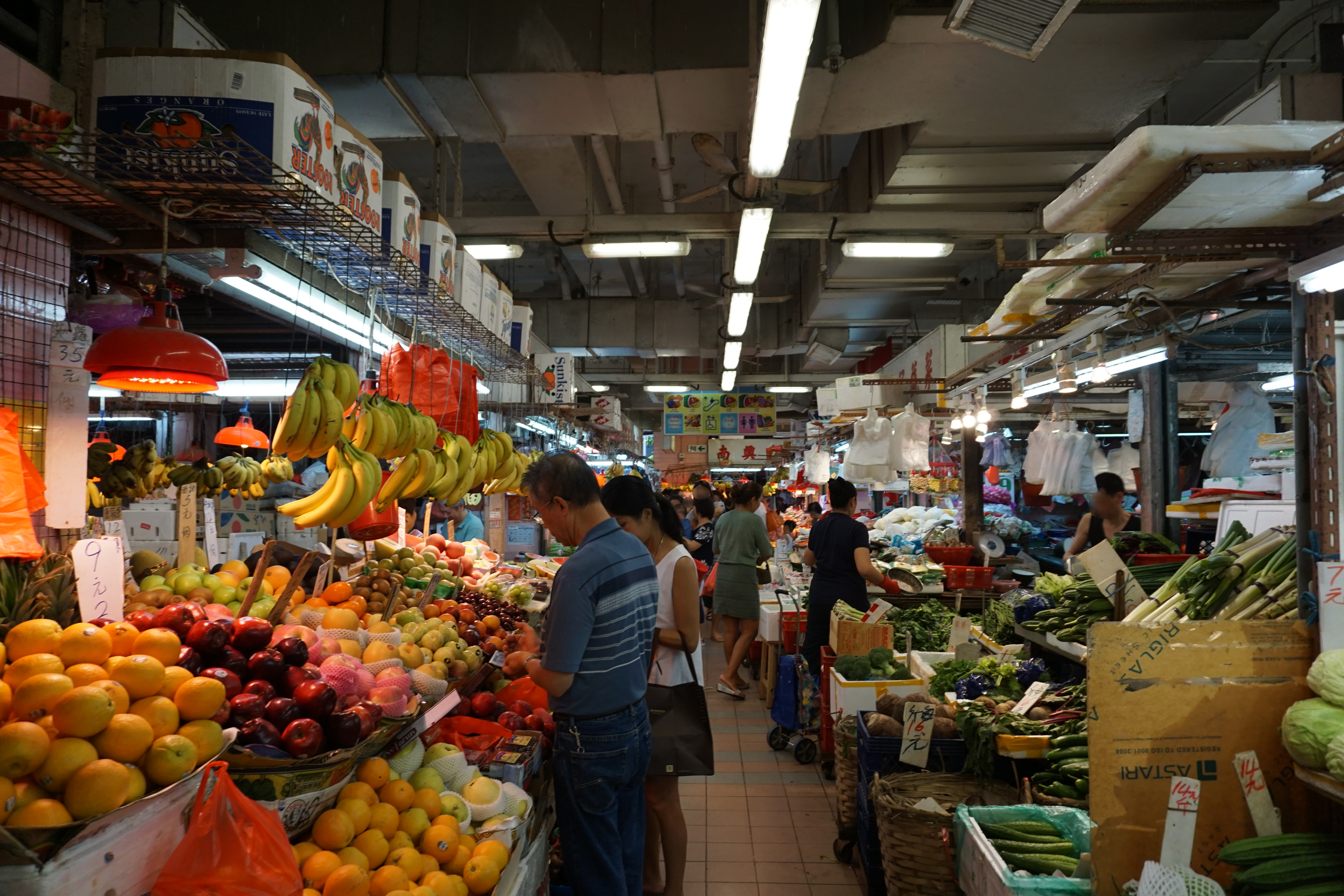
士美非路街市水果檔及菜檔
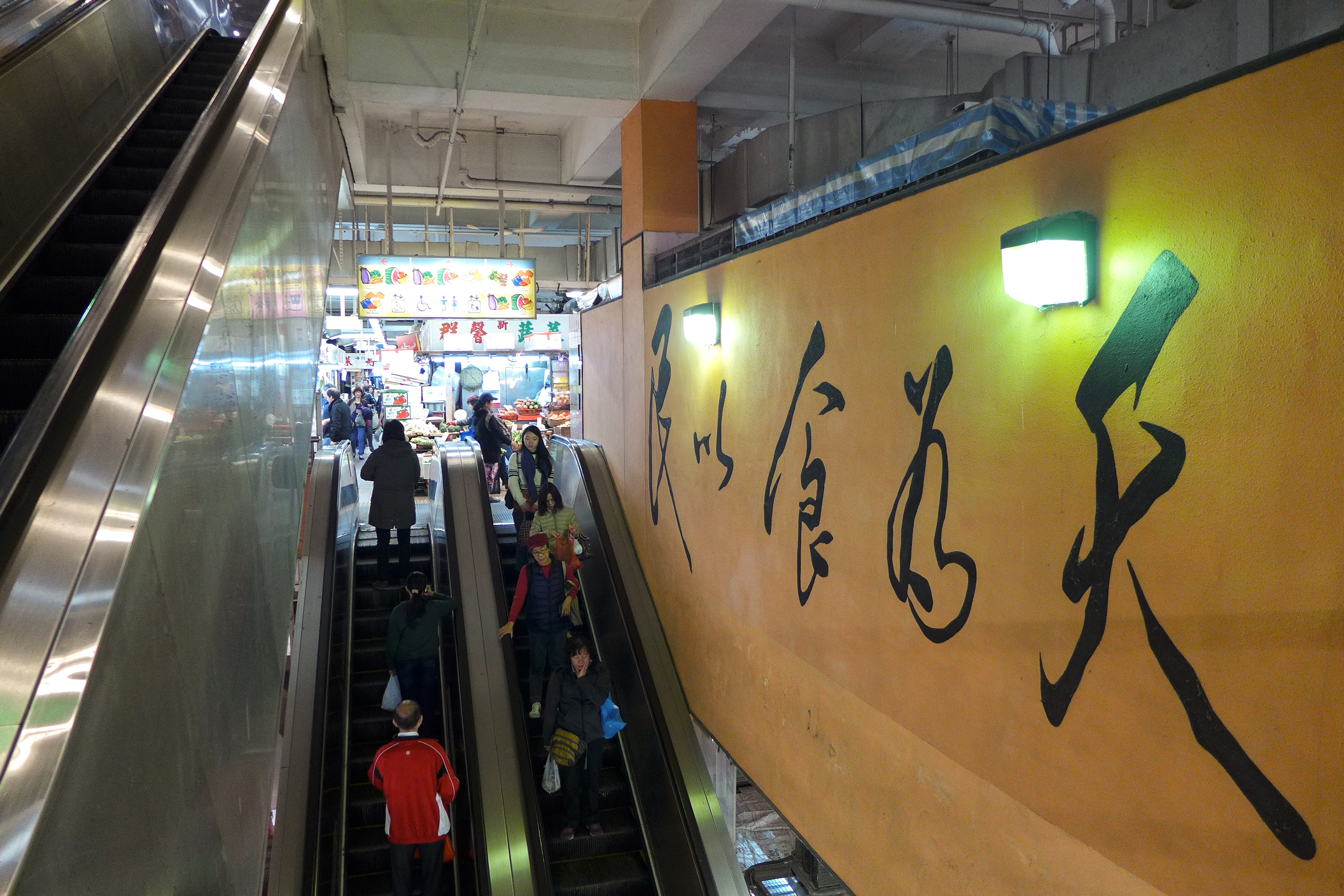
士美非路街市中庭
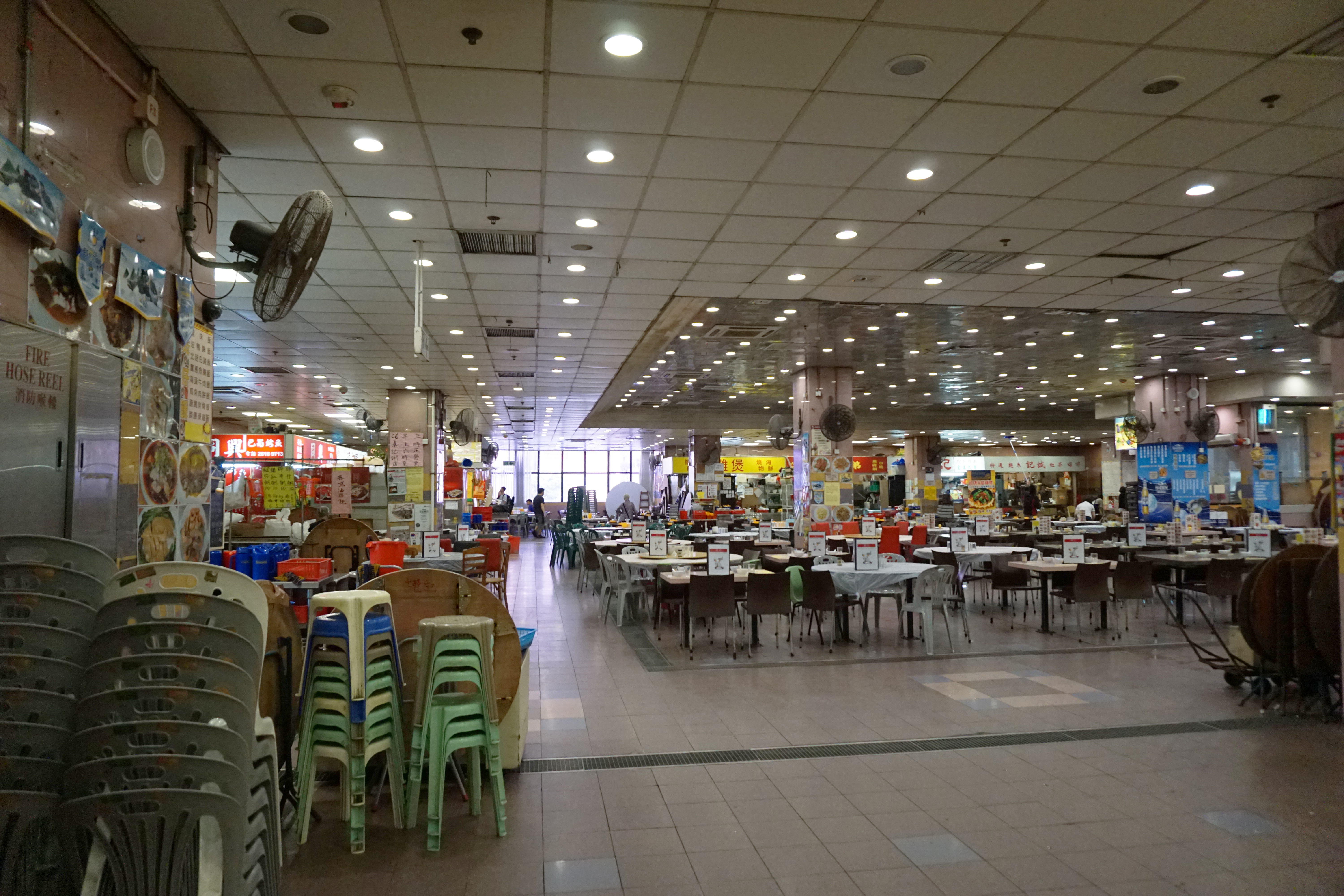
2樓為士美非路熟食中心
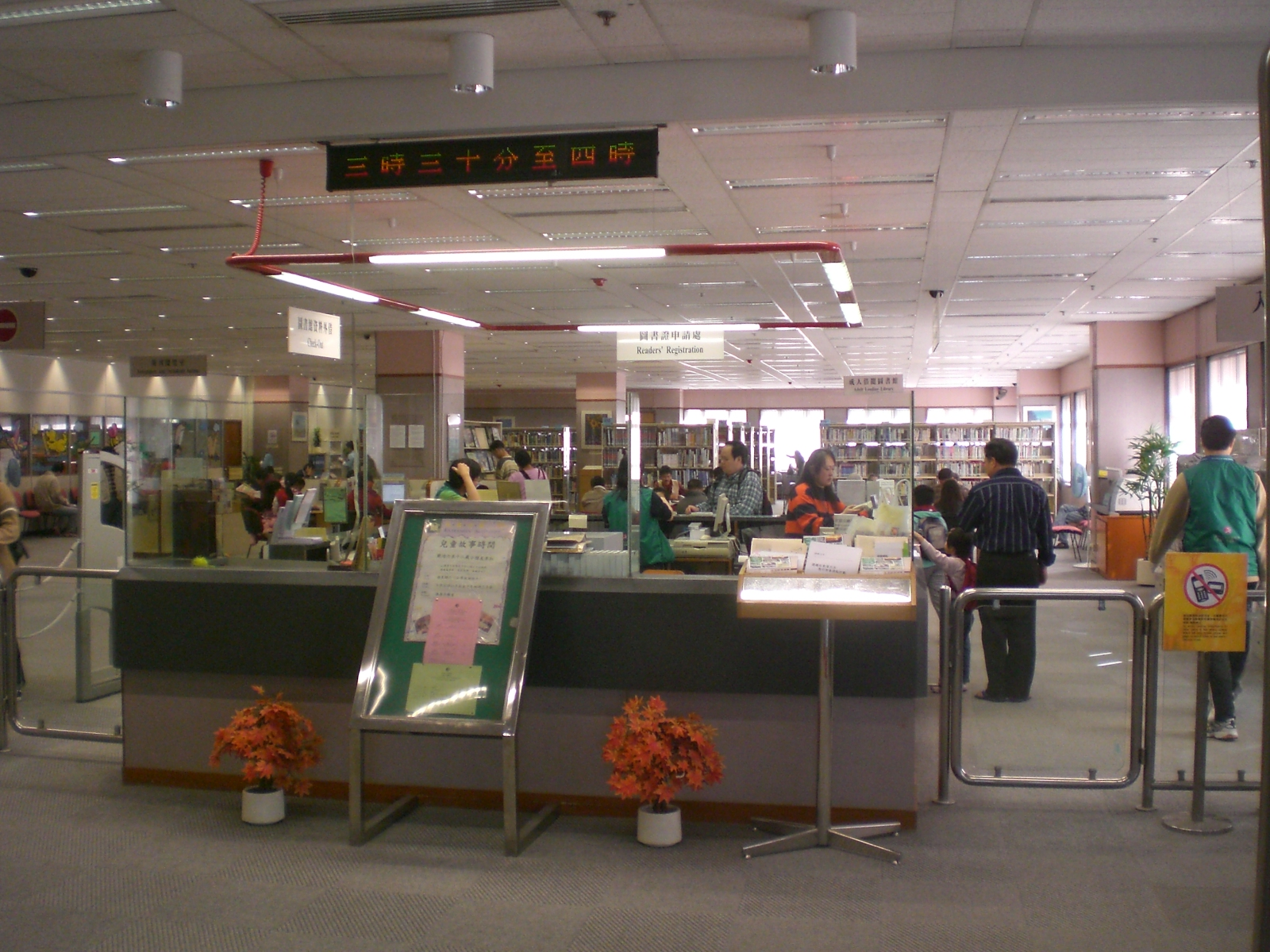
3樓為士美非路公共圖書館
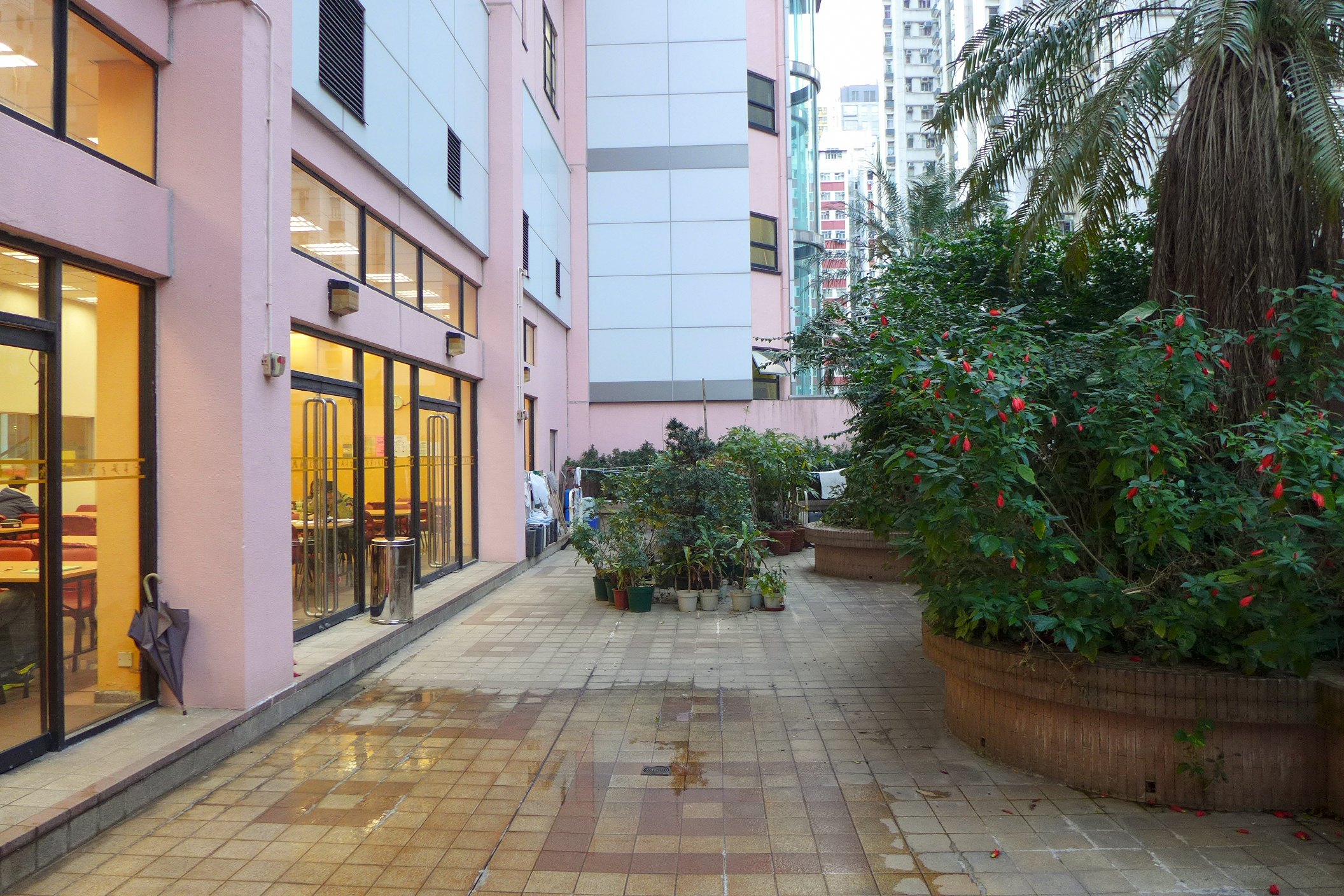
士美非路體育館4樓戶外平台
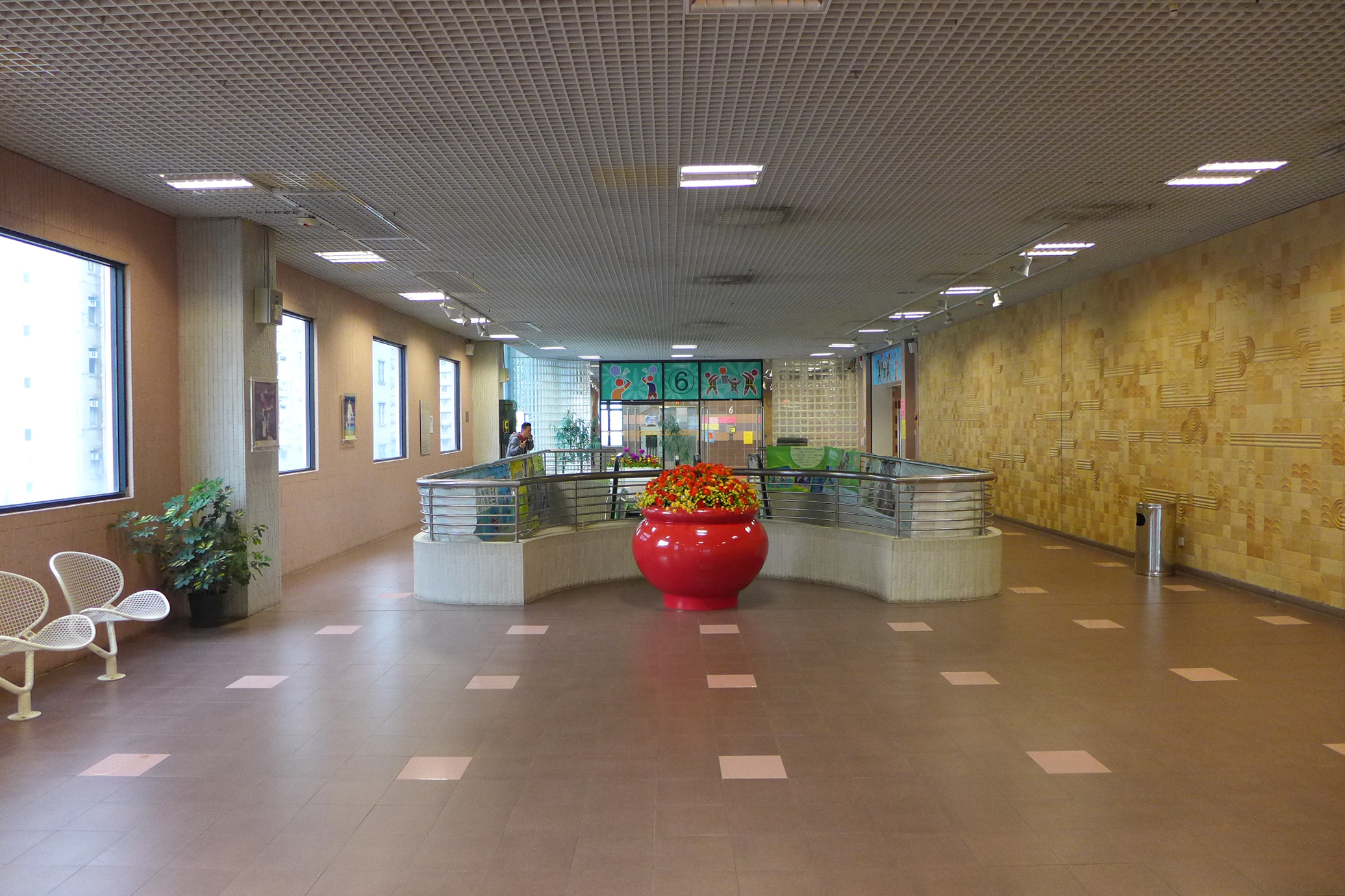
士美非路體育館6樓大堂
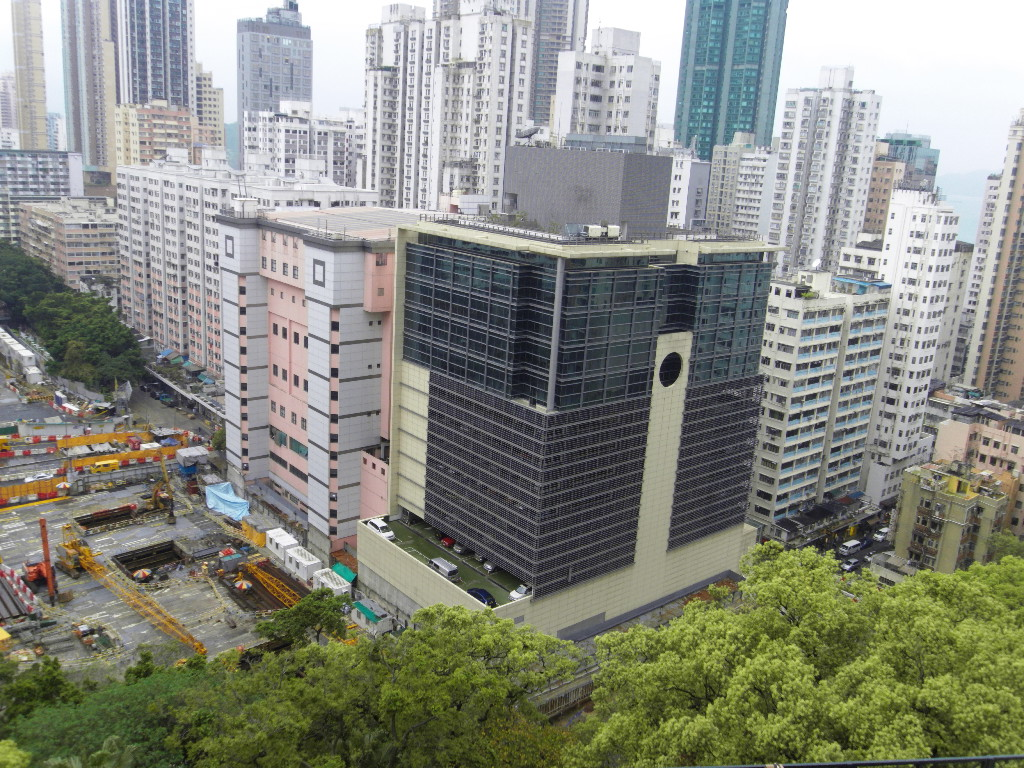
從遠處望士美非路市政大廈(攝於2012年)
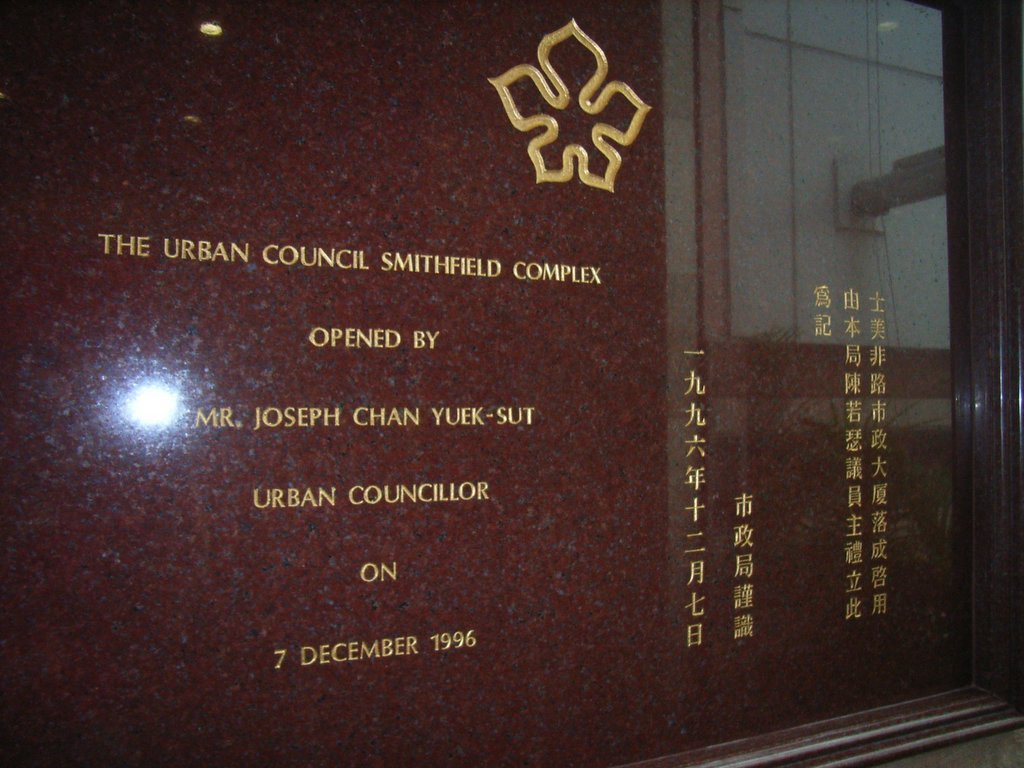
士美非路市政大廈1996年的啟用紀念碑
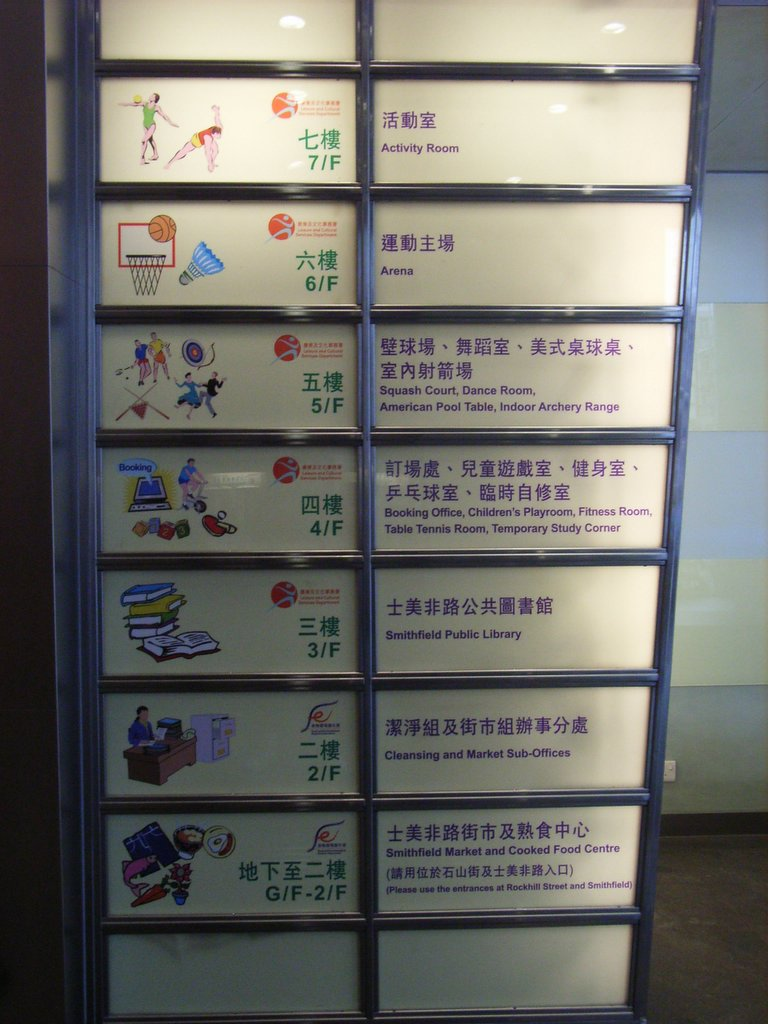
士美非路市政大廈內各層的用途

### 士美非路公共圖書館

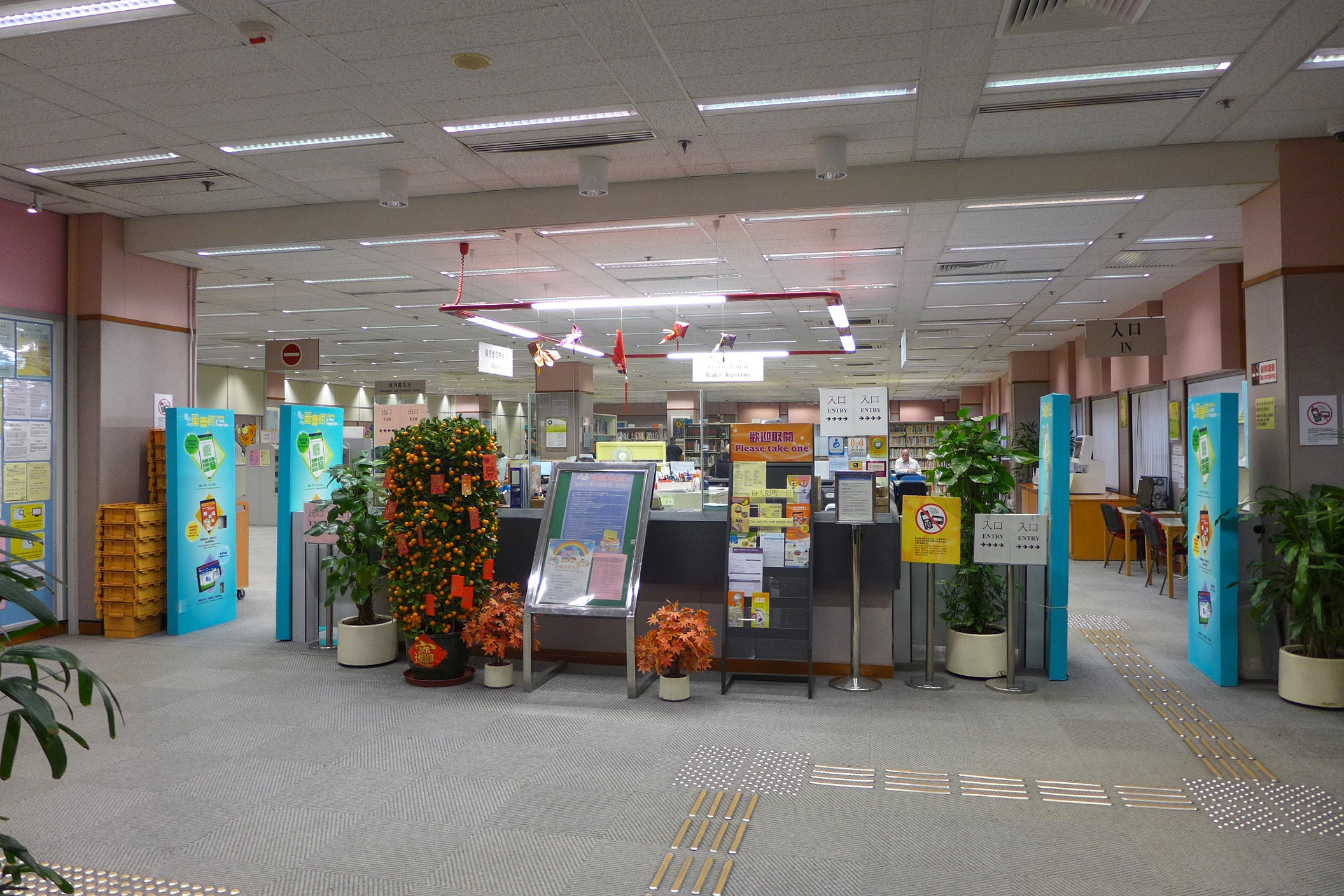
士美非路公共圖書館入口

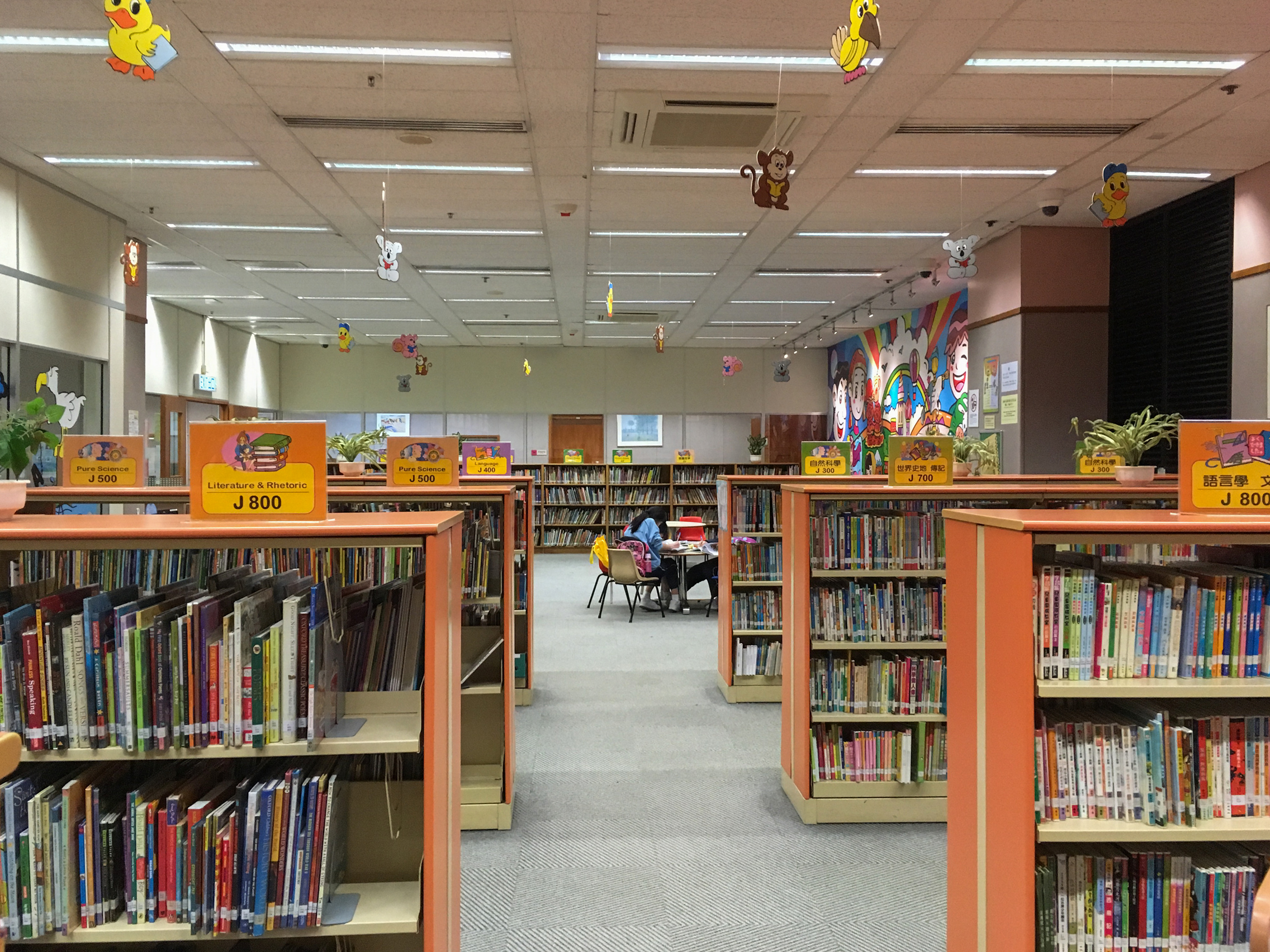
兒童圖書館

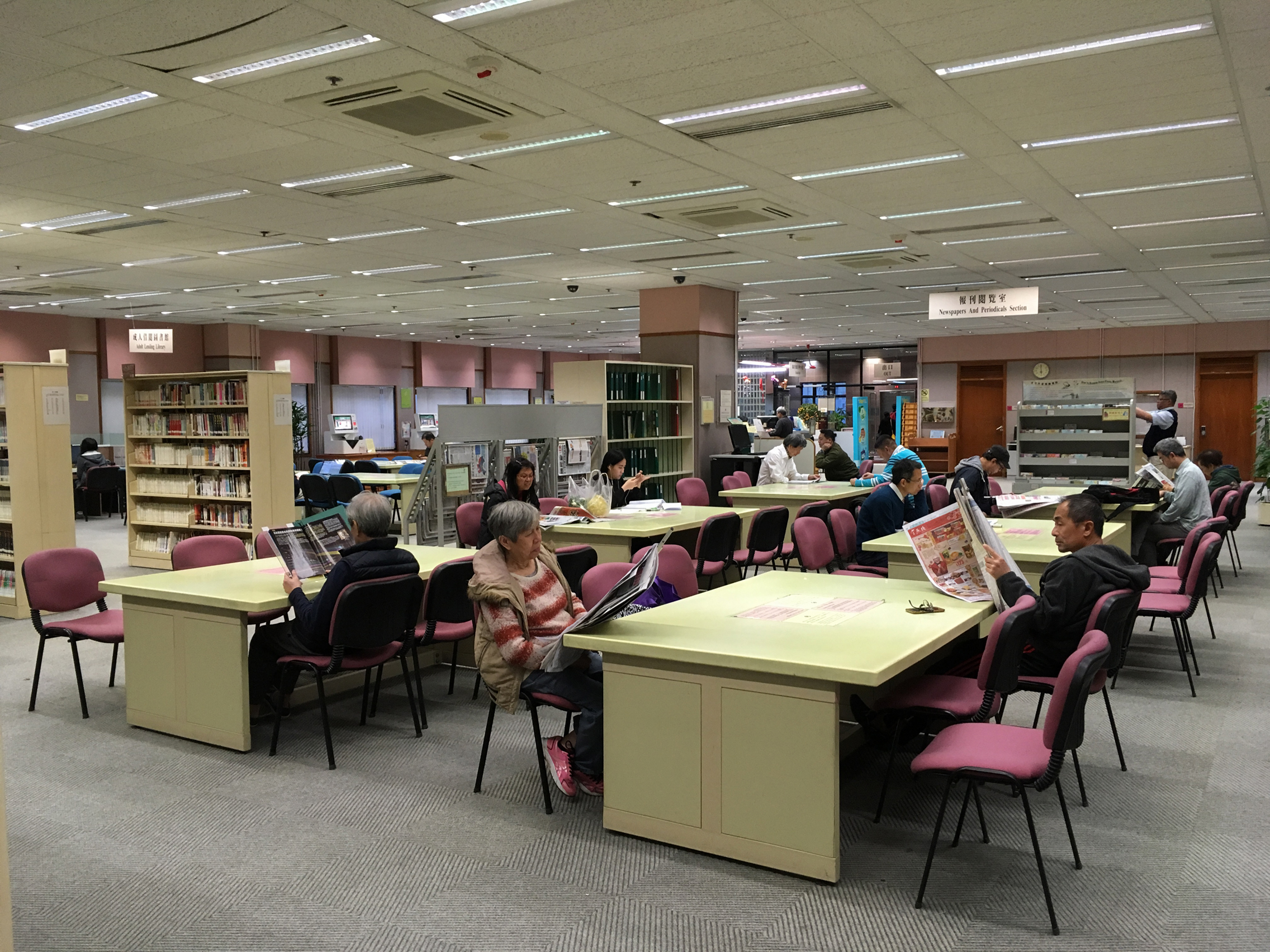
報刊閱覽部

士美非路公共圖書館（英語：Smithfield Public Library）是由香港特別行政區政府康樂及文化事務署轄下之香港公共圖書館系統管理的小型圖書館，位於香港島堅尼地城士美菲路12K號士美非路市政大廈3樓，在1996年8月16日啟用，是中西區唯一一所小型圖書館。

#### 設施及服務
士美非路公共圖書館的設施包括：
- 成人圖書館
- 還書箱
- 推廣活動室
- 兒童圖書館
- 報刊閱覽部

士美非路公共圖書館所提供的服務則包括：
- 還書箱服務
- 政府Wi-Fi無線上網服務
- 借閱服務
- 報刊閱覽服務
- 推廣活動
- 預約圖書館資料服務

#### 開放時間
- 星期一至星期五：10:00-19:00
- 星期六、星期日、元旦前夕、除夕、中秋節及聖誕節前夕：10:00-17:00
- 公眾假期：10:00-13:00
- 星期四、元旦日、農曆年初一至年初三、耶穌受難日、聖誕節及聖誕節翌日：全日休息

### 士美非路體育館

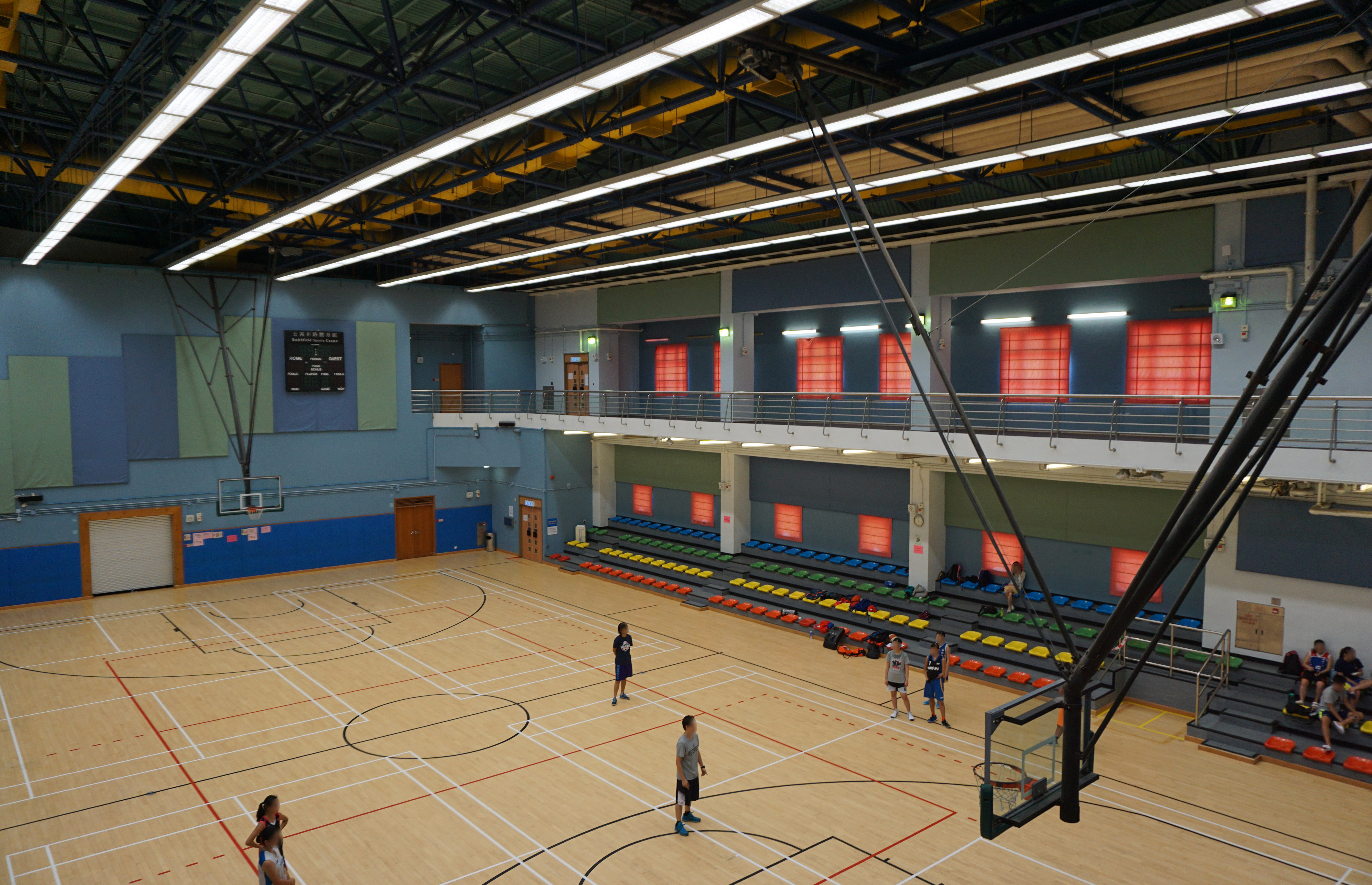
士美非路體育館主場館

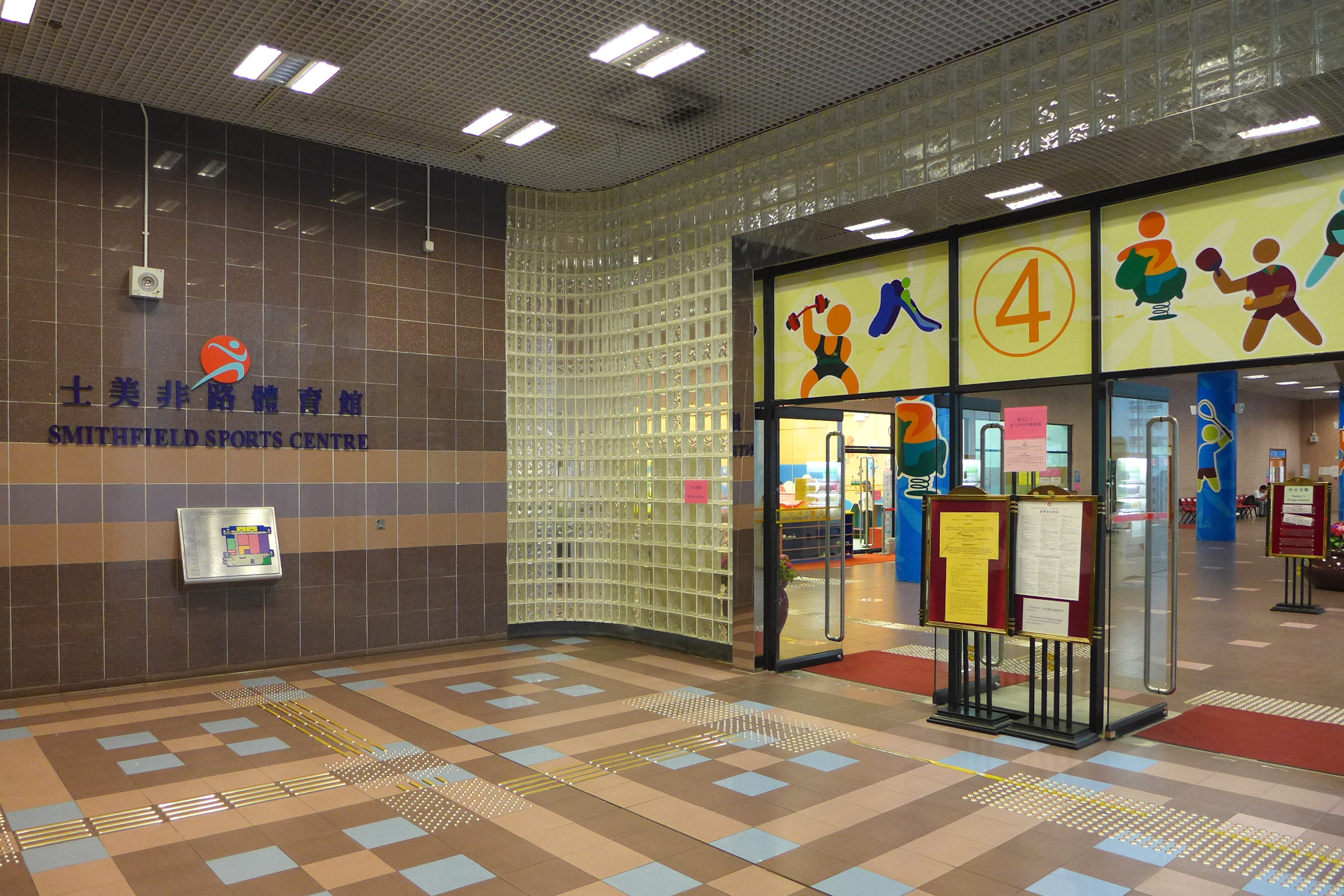
士美非路體育館4樓入口

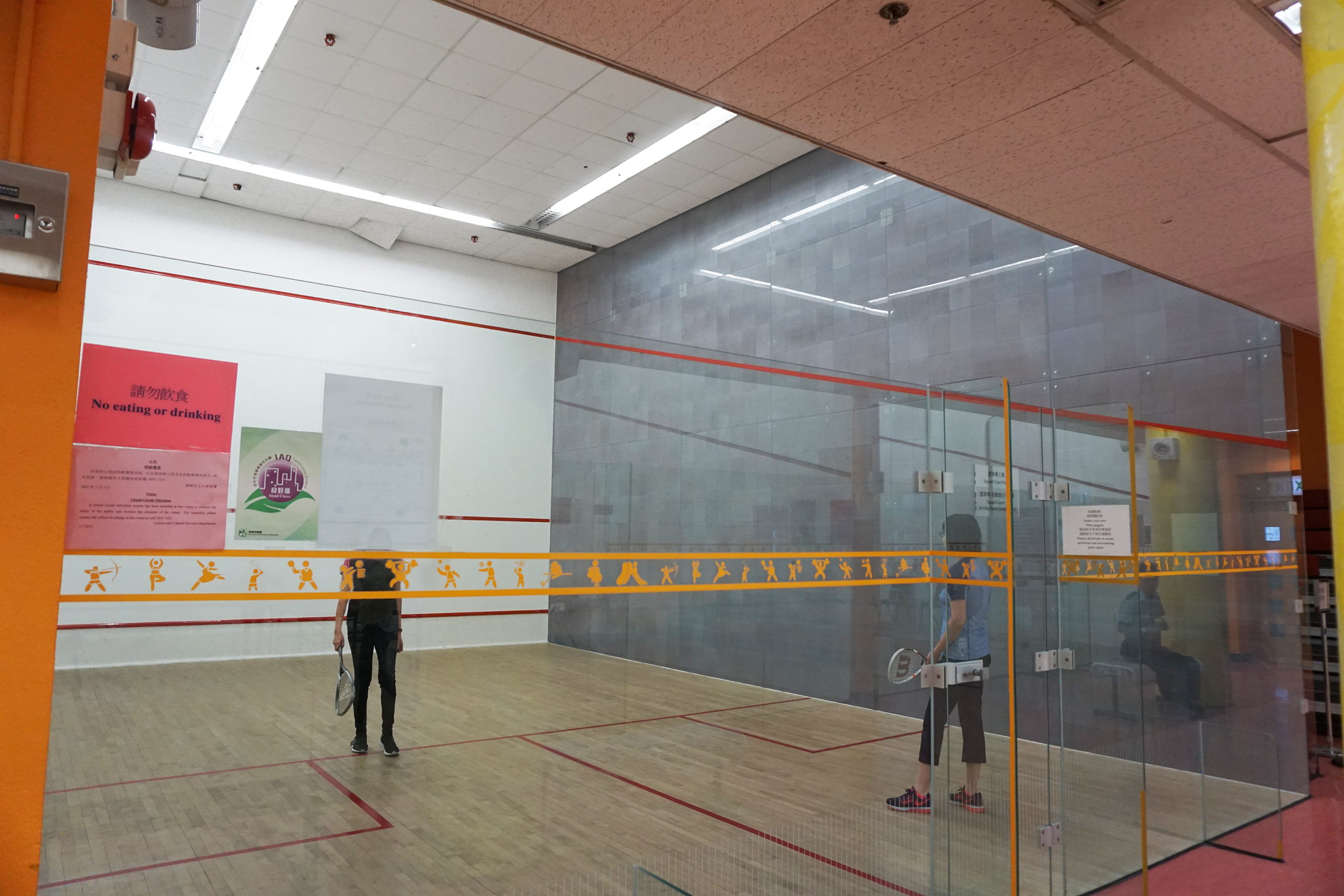
士美非路體育館壁球場

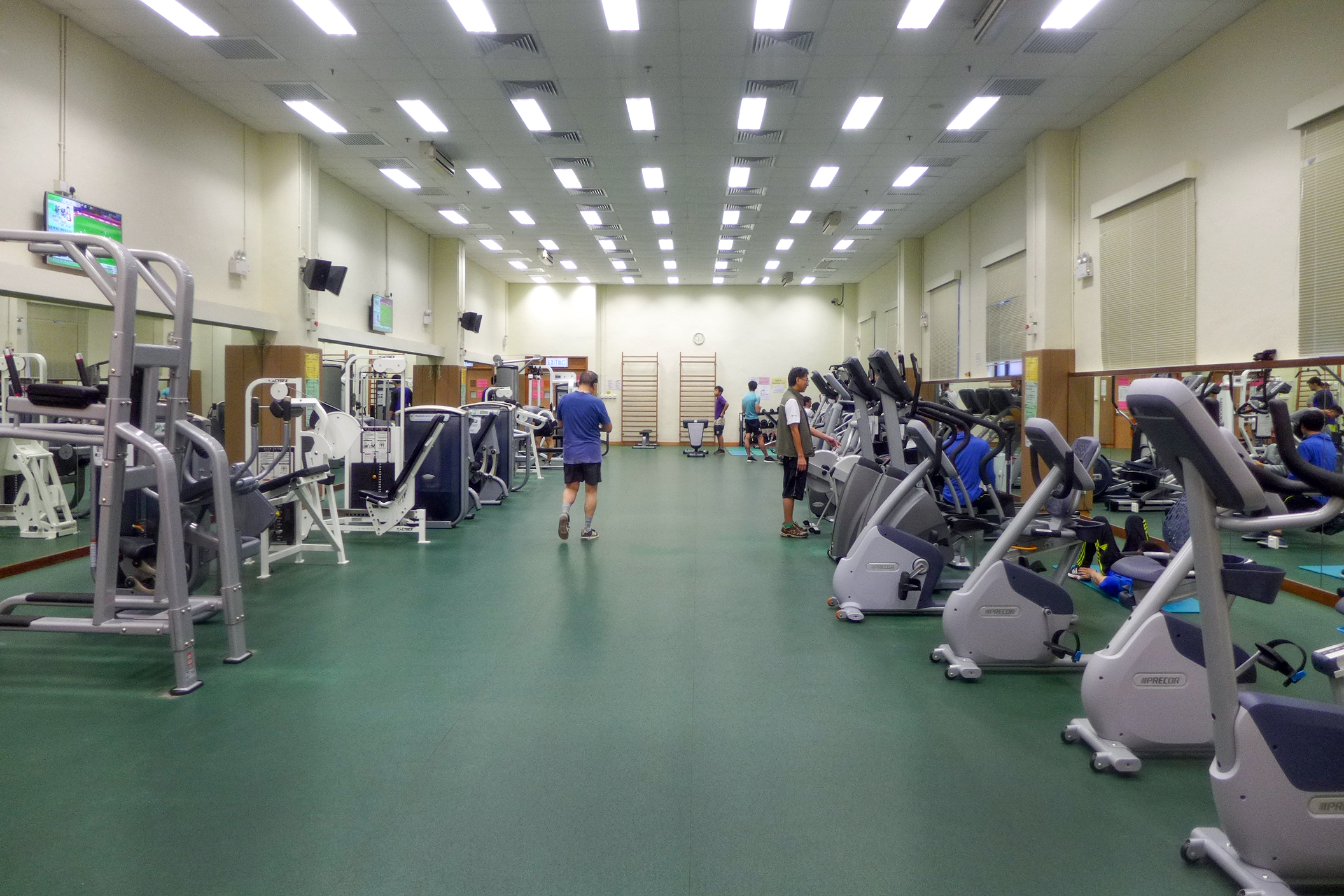
健身室

士美非路體育館（英語：Smithfield Sports Centre）是香港的一間室內體育中心，位於香港島堅尼地城士美非路12號K，士美非路市政大廈4至7樓。

#### 開放時間
全年開放，每日07:00-23:00，每月兩次的保養日除外。

#### 設備
- 多功能主場(可換作2個籃球場、2個排球場，或者8個羽毛球場)
- 觀眾席看台可容438人
- 美式桌球室2個
- 壁球場3個 (也可換作乒乓球室，或者小活動室)

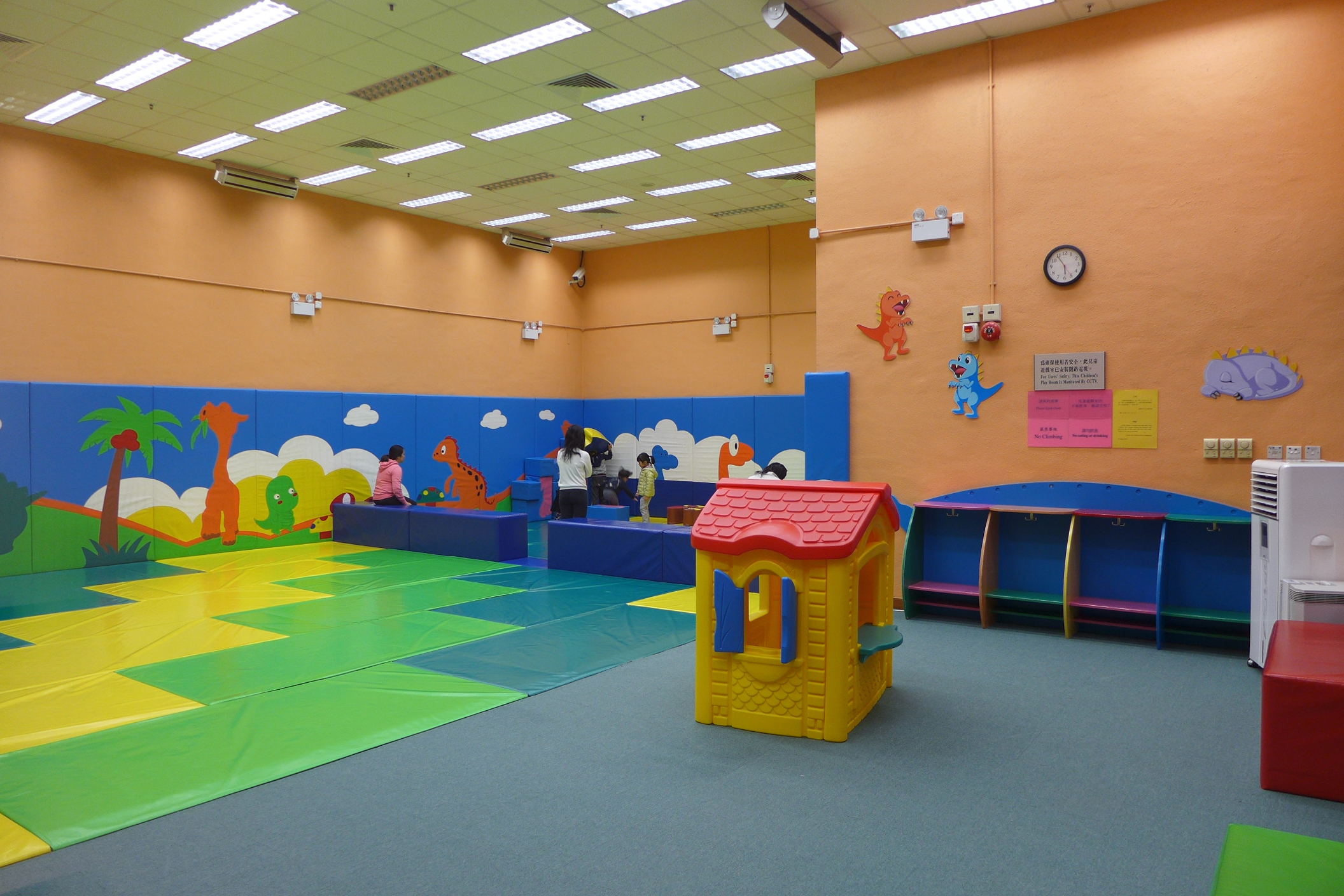
兒童遊戲室
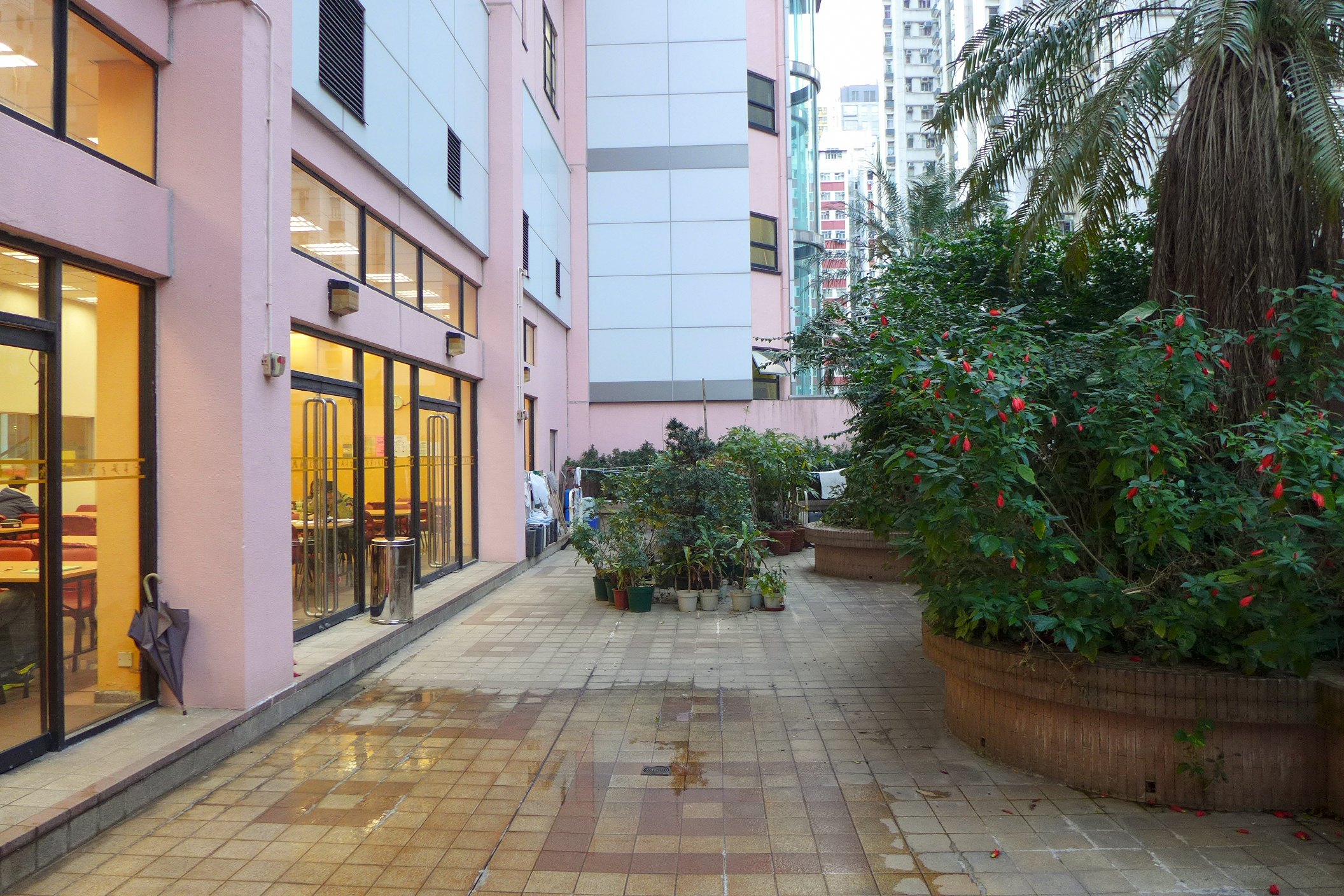
戶外平台

- 健身室
- 舞蹈室
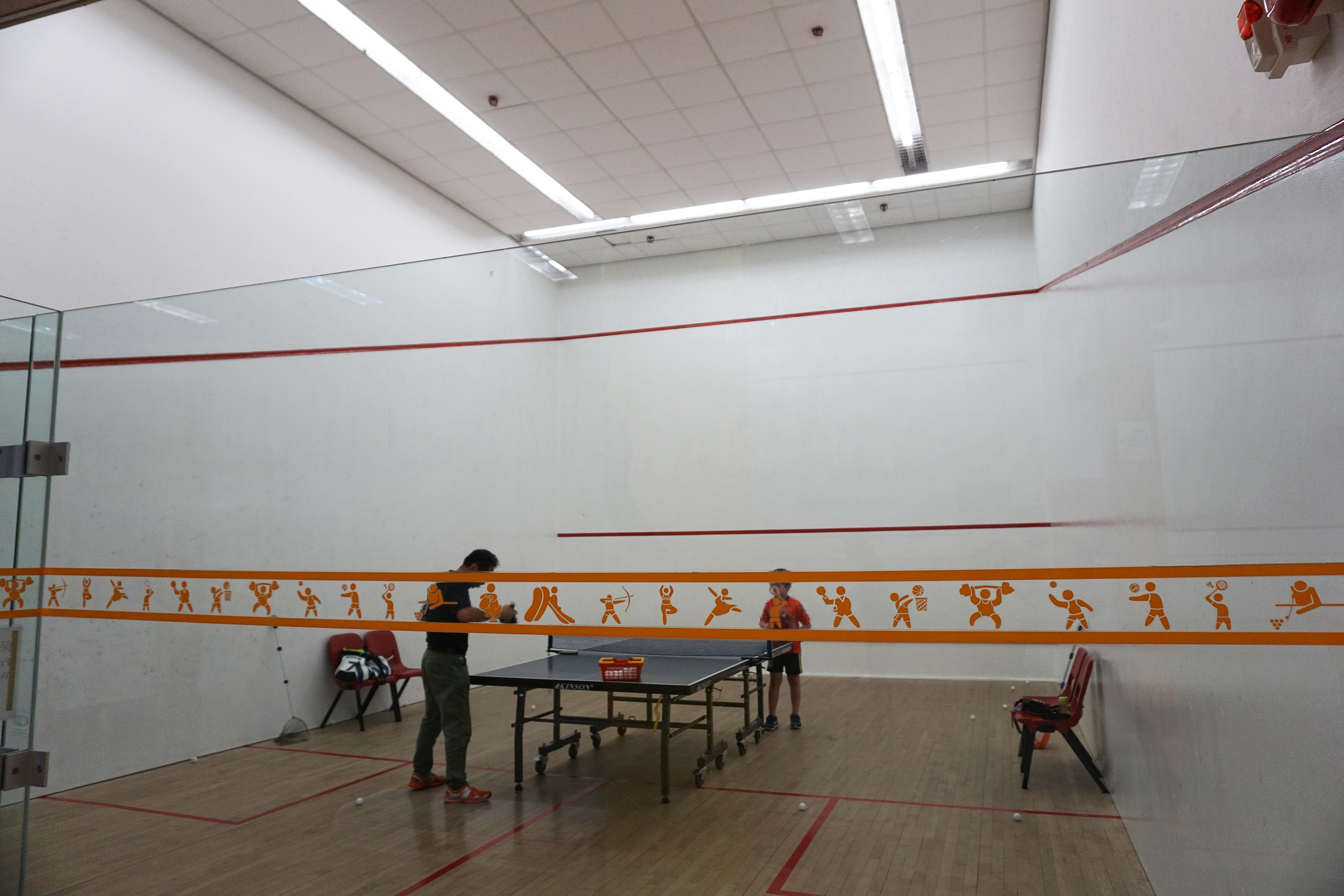
乒乓球室2間，可容7張乒乓球桌
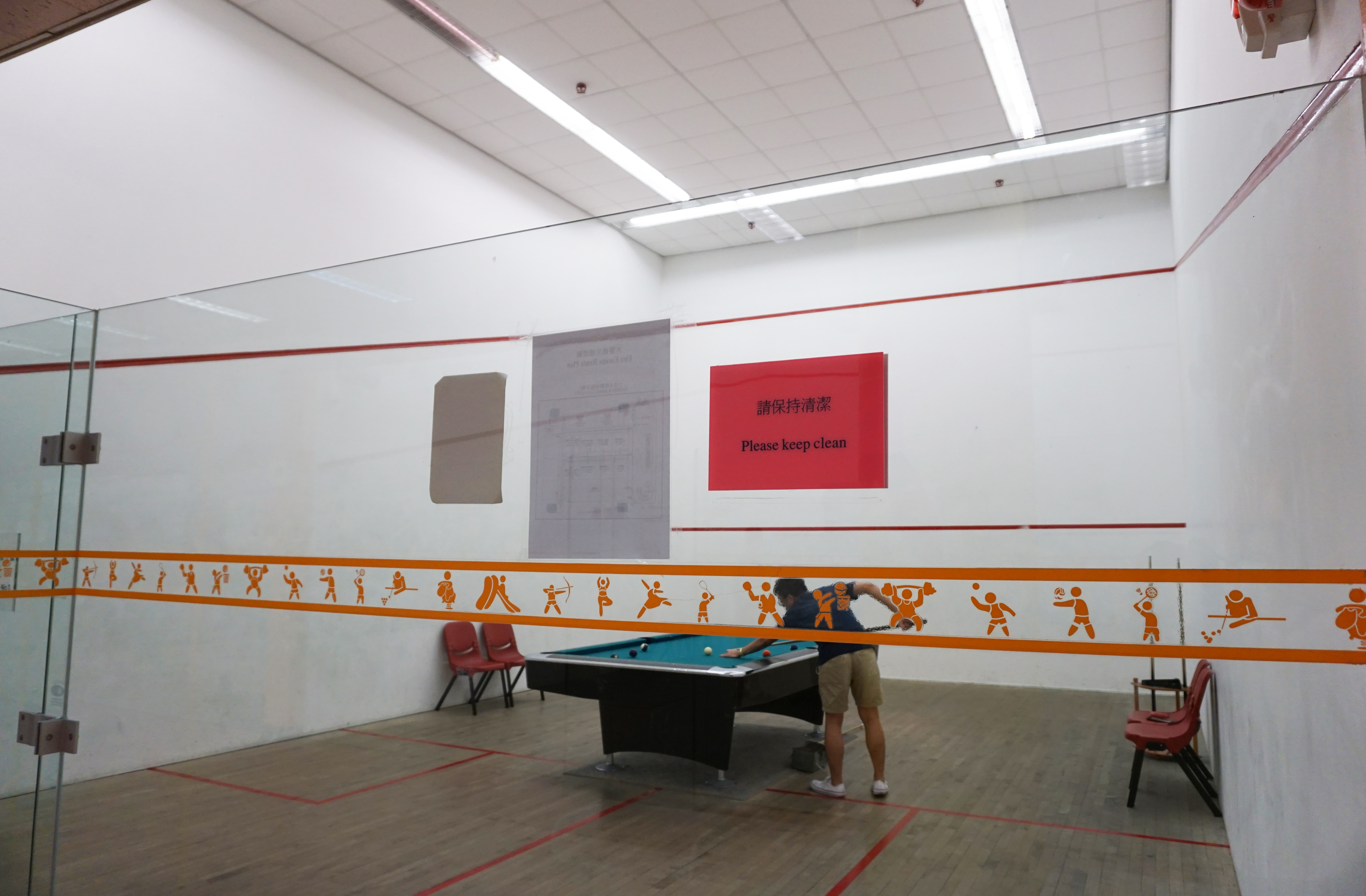
美式桌球室
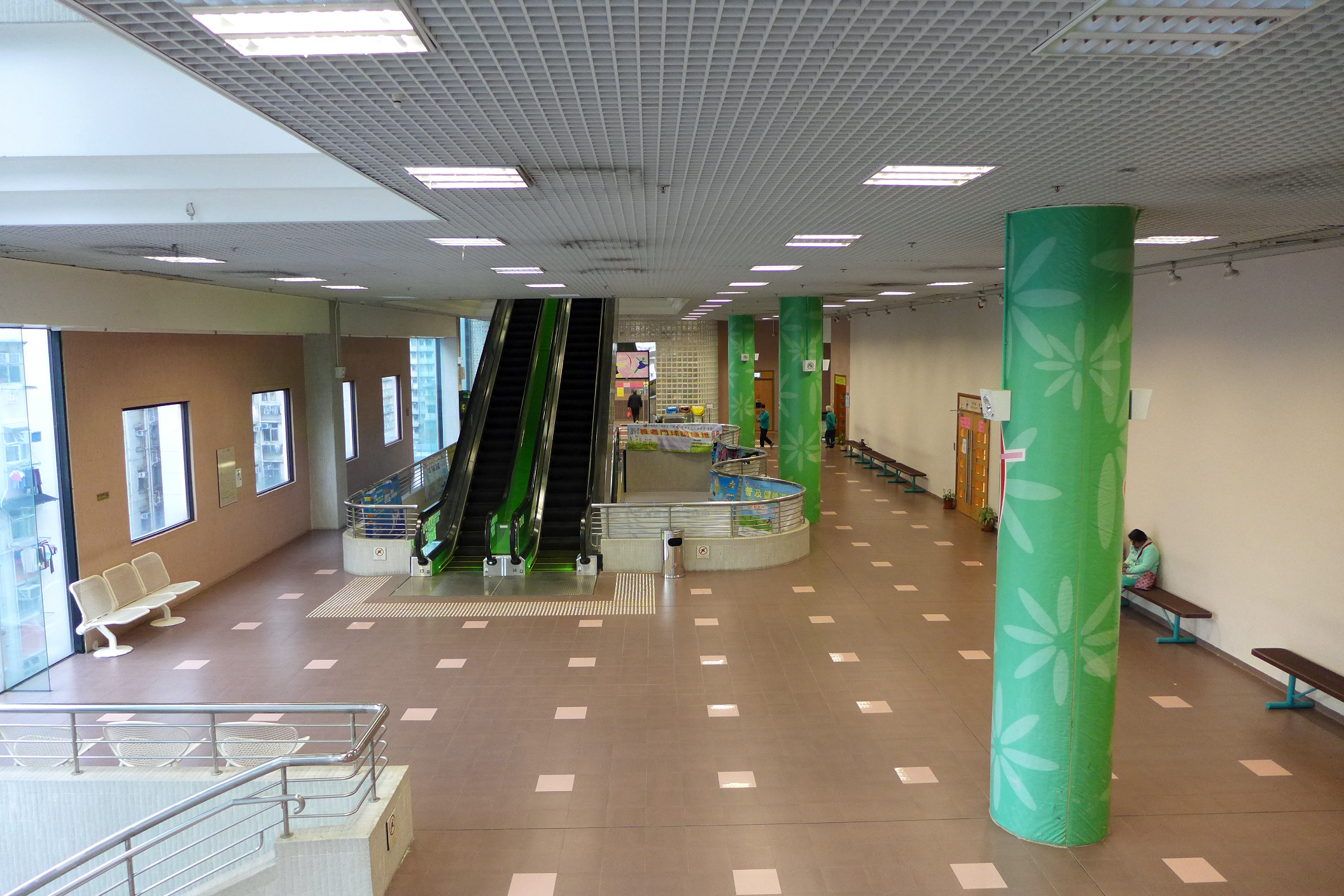
體育館5樓大堂

- 射箭室2間

- 兒童遊戲室
- 戶外平台
- 乒乓球室
- 美式桌球室
- 體育館5樓大堂

## 外部連結
- 食物環境衛生署-士美非路街市 （页面存档备份，存于）
- 電影服務統籌科-士美非路街市[永久]
- 香港公共圖書館 （页面存档备份，存于）
- 香港公共圖書館 - 士美非路公共圖書館 （页面存档备份，存于）
- 士美非路體育館 （页面存档备份，存于）
- 士美非路體育館2006年9月裝修 （页面存档备份，存于）
- 政務司司長探訪食物環境衛生署 （页面存档备份，存于）
- 士美非路市政大廈地圖